# Franz Ferdinand (álbum)
Franz Ferdinand foi o álbum de estreia da banda escocesa de indie rock Franz Ferdinand, lançado no começo de 2004. Ele ficou terceiro colocado nas listas de álbuns do Reino Unido em Fevereiro de 2004 e teve três top singles: "Take Me Out", "This Fire" E "The Dark of the Matinée". Franz Ferdinand ganhou em 2004 o Mercury Music Prize. O álbum vendeu mais de 3.6 milhões de copias no mundo todo. O álbum foi eleito pela revista Rolling Stone como o número 71 dos 100 melhores álbuns dos anos 2000s.

## Faixas
| N.º            | Título                    | Duração |  |
| 1.             | "Jacqueline"              | 3:49    |  |
| 2.             | "Tell Her Tonight"        | 2:17    |  |
| 3.             | "Take Me Out"             | 3:57    |  |
| 4.             | "The Dark of the Matinée" | 4:03    |  |
| 5.             | "Auf Achse"               | 4:19    |  |
| 6.             | "Cheating on You"         | 2:36    |  |
| 7.             | "This Fire"               | 4:14    |  |
| 8.             | "Darts of Pleasure"       | 2:59    |  |
| 9.             | " Michael"                | 3:21    |  |
| 10.            | "Come on Home"            | 3:46    |  |
| 11.            | "40'"                     | 3:24    |  |
| Duração total: | Duração total:            | 38:45   |  |

## Tabelas musicais
| Paradas (2004–05)                         | Melhor posição |
| ----------------------------------------- | -------------- |
| Austrália (ARIA)                          | 12             |
| Áustria (Ö3 Austria Top 40)               | 26             |
| Bélgica (Ultratop Flandres)               | 7              |
| Bélgica (Ultratop Valônia)                | 22             |
| Dinamarca (Hitlisten)                     | 24             |
| Países Baixos (Dutch Charts)              | 18             |
| Finlândia (Suomen virallinen lista)       | 13             |
| França (SNEP)                             | 26             |
| Alemanha (Offizielle Deutsche Charts)     | 16             |
| Itália (FIMI)                             | 56             |
| Nova Zelândia (RMNZ)                      | 5              |
| Noruega (VG-lista)                        | 11             |
| Escócia (Official Scottish Albums)        | 2              |
| Espanha (PROMUSICAE)                      | 43             |
| Suécia (Sverigetopplistan)                | 16             |
| Suíça (Schweizer Hitparade)               | 35             |
| Reino Unido (UK Albums Chart)             | 3              |
| Reino Unido (UK Independent Albums Chart) | 1              |
| Estados Unidos (Billboard 200)            | 32             |